# Odessa (Washington)
Odessa és una població dels Estats Units a l'estat de Washington. Segons el cens del 2000 tenia 957 habitants.

## Demografia
Segons el cens del 2000, Odessa tenia 957 habitants, 405 habitatges, i 268 famílies. La densitat de població era de 450,6 habitants per km².
Dels 405 habitatges en un 26,7% hi vivien nens de menys de 18 anys, en un 56% hi vivien parelles casades, en un 6,9% dones solteres, i en un 33,6% no eren unitats familiars. En el 29,1% dels habitatges hi vivien persones soles el 17,3% de les quals corresponia a persones de 65 anys o més que vivien soles. El nombre mitjà de persones vivint en cada habitatge era de 2,28 i el nombre mitjà de persones que vivien en cada família era de 2,83.
Per edats la població es repartia de la següent manera: un 23,7% tenia menys de 18 anys, un 4,4% entre 18 i 24, un 21,2% entre 25 i 44, un 23,5% de 45 a 60 i un 27,2% 65 anys o més.
L'edat mediana era de 46 anys. Per cada 100 dones de 18 o més anys hi havia 88,1 homes.
La renda mediana per habitatge era de 34.038 $ i la renda mediana per família de 38.594 $. Els homes tenien una renda mediana de 30.764 $ mentre que les dones 20.357 $. La renda per capita de la població era de 17.461 $. Aproximadament el 7,9% de les famílies i el 10,6% de la població estaven per davall del llindar de pobresa.

## Poblacions més properes
El següent diagrama mostra les poblacions més properes.